# Бастијани (Белуно)
Бастијани (итал. Bastiani) је насеље у Италији у округу Белуно, региону Венето.
Према процени из 2011. у насељу је живело 24 становника. Насеље се налази на надморској висини од 961 м.